# Les Mousquetaires de la reine

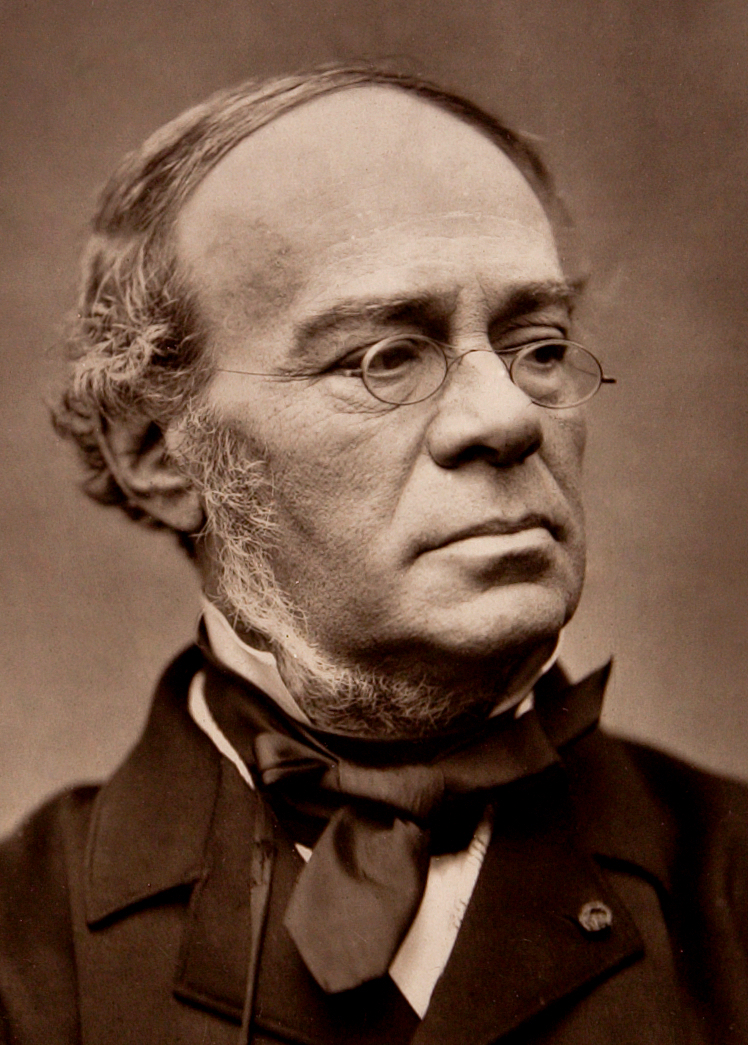
Fromental Halévy

Les Mousquetaires de la reine (Drottningens musketörer) är en opéra comique i tre akter med musik av Jacques Fromental Halévy och libretto av Jules-Henri Vernoy de Saint-Georges. Operan hade premiär den 3 februari 1846 i salle Favart på Opéra-Comique i Paris.

## Ändring av titeln
Fram till oktober 1845 hade repetitionerna av operan pågått under titeln Une nuit blanche. I december 1845 blev kompositören och operachefen varse att det konkurrerande operakompaniet Les Variétés ämnade sätta upp Une nuit blanche ou La Petite Maison av Adolphe de Leuven och Léon-Lévy Brunswick. Därför ändrades titeln till Les Mousquetaires de la reine efter romanen De tre musketörerna av Alexandre Dumas d.ä..

## Personer
| Roller                                        | Roller                                        | Stämma        | Premiärbesättning den 3 februari 1846                         |
| --------------------------------------------- | --------------------------------------------- | ------------- | ------------------------------------------------------------- |
| Olivier d'Entragues Hector de Biron           | musketörer till drottning Anna av Österrike   | tenor baryton | Gustave-Hippolyte Roger Toussaint-Eugène-Ernest Mocker        |
| Kapten Roland                                 | officer i Henrik IV:s armé                    | bas           | Léonard Hermann                                               |
| Narbonne Rohan Gontaud Créqui                 | Drottningens musketörer                       | basar         | Carlot Duvernois Georges-Marie-Vincent Palianti Garcin-Brunet |
| Athénaïs de Solange Berthe de Simiane         | hovdamer                                      | sopraner      | Anne-Benoîte-Louise Lavoye Céleste Darcier                    |
| La grande maîtresse des demoiselles d'honneur | La grande maîtresse des demoiselles d'honneur |               | Blanchard                                                     |
| Une demoiselle d'honneur                      | Une demoiselle d'honneur                      |               | Martin-Charlet                                                |
| Jacques Laubardemont                          | livvaktschefen                                |               | Victor                                                        |